# دانة متموجة
الدانة  المتموجة أو الغصة المتموجة (باللاتينية: Ballota undulata) نوع نباتي يتبع جنس الدانة من الفصيلة الشفوية من رتبة الشفويات.

## البيئة والانتشار
موطنها بلاد الشام وسيناء وتركيا.

## مرادفات للاسم العلمي
- (باللاتينية: Marrubium undulatum Sieber ex Fresen.)
- (باللاتينية: Marrubium crispum Sieber ex Boiss.)